# 大藤政信
大藤 政信（だいとう まさのぶ、生年不詳 - 天正14年5月23日（1586年7月9日）？）は、戦国時代の武将。北条氏政の家臣で、相模国中郡郡代、田原城主。秀信（政信（初代））の子。通称・与七、式部少輔（式部丞）。主君の北条氏政から1字を賜って政信と名乗るが、父の秀信も同様に1字を賜って｢政信｣と改名したため、区別するために｢二代目政信｣とも呼ばれる場合もある。
元亀3年（1572年）、父が武田信玄への援軍として派遣され、遠江国二俣城で戦死したため家督を継ぐ。足軽衆を率いて各地を転戦し、特に天正9年（1581年）には上杉景勝方の上野国天神山城攻め、さらに武田勝頼が駿河国興国寺城を攻囲した際にはその防衛戦で軍功を立てている。また、本能寺の変後の天正壬午の乱にも出陣し徳川家康と交戦している。
菩提寺である香雲寺（現在の神奈川県秦野市）を再興し、現在も位牌が残されているという。